# بوب غراهام
دانيال روبرت غراهام (بالإنجليزية: Bob Graham)‏ (9 نوفمبر 1936 – 16 أبريل 2024) هو سياسي أمريكي ينتمي إلى الحزب الديمقراطي من مواليد 9 نوفمبر 1936 في ولاية فلوريدا حصل غراهام على شهادة القانون في عام 1962 من جامعة هارفارد كان بوب غراهام قد شغل منصب حاكم ولاية فلوريدا ما بين عامي 1979 إلى عام 1987 وخدم كذلك في مجلس الشيوخ الأمريكي ما بين عامي 1987 إلى عام 2005.

## روابط خارجية
- بوب غراهام على موقع IMDb (الإنجليزية)
- بوب غراهام على موقع ميوزك برينز (الإنجليزية)
- بوب غراهام على موقع إن إن دي بي (الإنجليزية)